# Woodland (Minnesota)
Woodland es una ciudad situada en el condado de Hennepin, Minnesota, Estados Unidos. Tiene una población estimada, a mediados de 2022, de 384 habitantes.

## Geografía
La localidad está ubicada en las coordenadas 44°56′59″N 93°31′17″O / 44.94972, -93.52139 (44.94976, -93.521372). Según la Oficina del Censo, la localidad tiene una superficie total de 3.02 km², de los cuales 1.49 km² corresponden a tierra firme y 1.53 km² están cubiertos de agua.

## Demografía
Según el censo de 2020, en ese momento había 384 personas residiendo en la localidad. La densidad de población era de 257.72 hab./km². El 96.35% de los habitantes eran blancos, el 0.26% era afroamericano, el 0.78% eran asiáticos, el 0.26% era de otra raza y el 2.34% eran de una mezcla de razas. Del total de la población, el 1.04% eran hispanos o latinos de cualquier raza.